# Гион-симбаси-кита (станция)
Станция Гион-симбаси-кита (яп. 祇園新橋北駅 Гион-симбаси-кита эки) — железнодорожная станция на линии Астрам-лайн расположенная в районе Асаминами, Хиросима. Островная, эстакадная крытая станция. Станция была открыта 20 августа 1994 года. На станции установлены платформенные раздвижные двери.

## История
Открыта 20 августа 1994 года.

## Близлежащие станции
| «         |  | Линия             |  | »        |
| --------- |  | ----------------- |  | -------- |
| Фудон-маэ |  | Линия Астрам-лайн |  | Нисихара |